# Anisodes dotilla
Anisodes dotilla là một loài bướm đêm trong họ Geometridae.